# Église de Kuhlendorf
L'église de Kuhlendorf est un lieu de culte luthérien construit en 1820. Cet édifice religieux est le seul à avoir été construit en colombages en Alsace. Son inscription à l'inventaire des monuments historiques français remonte au 24 janvier 1978.

## Localisation
L'église se situe au no 19 de la rue du Village, dans le village de Kuhlendorf, commune de Betschdorf (Basse-Alsace).

## Histoire
Le village de Kuhlendorf est cité pour la première fois dans un document de l'an 792.
Depuis 1972, les villages de Niederbetschdorf, Oberbetschdorf, Schwabwiller, Reimerswiller et Kuhlendorf forment une seule commune dénommée Betschdorf. Avant la Révolution française, ces villages font partie du bailliage du Hattgau, une possession des comtes de Hanau-Lichtenberg. En 1545, le comte Philippe IV décide d'implanter le culte luthérien sur ses territoires. Le curé Lorenz Rühel de Niederbetschdorf accepte la Réforme et est confirmé par le comte comme pasteur de sa paroisse. En 1565, les villages de Niederbetschdorf et Oberbetschdorf ont chacun leur pasteur. Les villages de Kuhlendorf, Schwabwiller et Reimerswiller étant des filiales de la paroisse d'Oberbetschdorf.
En 1684, les églises de Niederbetschdorf et d'Oberbetschdorf deviennent simultanées, le culte catholique étant réintroduit après l'annexion de l'Alsace à la France par Louis XIV. La cohabitation des deux cultes prend fin en 1889 avec la construction d'une église catholique à Oberbetschdorf.

## Description

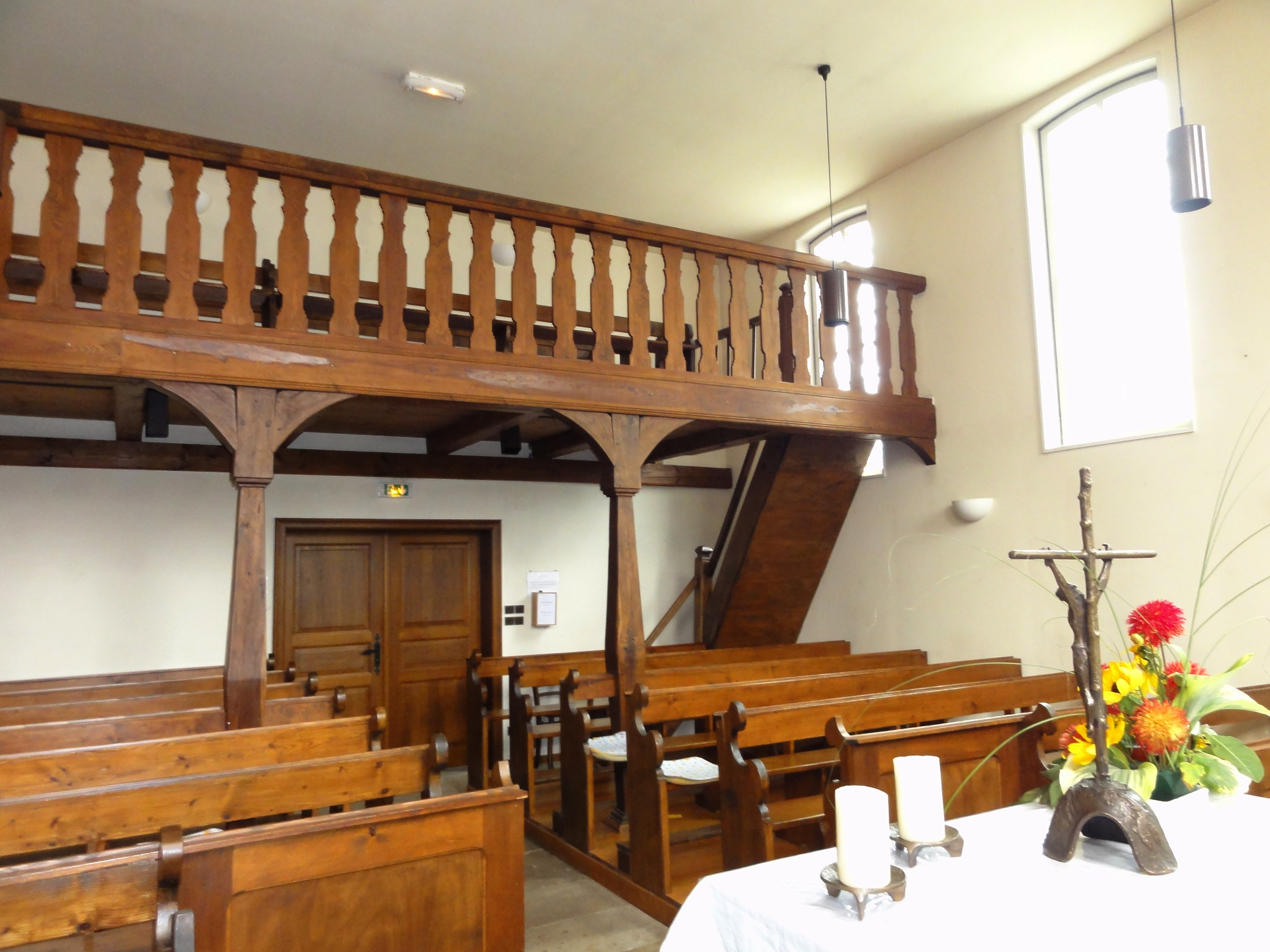
Vue de l'intérieur.

Le village de Kuhlendorf n'a jamais constitué une paroisse. Les habitants devaient donc se rendre dans les villages voisins pour assister au culte. En 1820, ils décident de construire un sanctuaire qui sera en même temps un lieu de culte et une école Bet-und Schulhauss. La salle de classe et le logement de fonction de l'instituteur devaient occuper l'arrière du bâtiment. Cette église a été entièrement réalisée en pan de bois sans doute pour des raisons d'économies, la pierre taillée revenant trop chère pour une aussi petite communauté. Le bois est un matériau abondant et facilement disponible, l'immense forêt de Haguenau se trouvant au sud de Kuhlendorf. Rien ne distingue donc ce lieu de culte des autres maisons d'habitations à colombage mis à part la présence d'un clocheton et de hautes fenêtres. Le mécanisme de l'horloge ne dispose que d'une aiguille, celle des heures.
L'accès à l'église se faisait par la porte donnant sur la rue et on entrait dans l'école par une porte latérale. Le logement de l'instituteur se trouvait au premier étage. Le bâtiment a été rénové en 1987. Désormais on pénètre dans l'église par l'ancienne salle de classe sur le côté. Quoiqu'orienté différemment, le mobilier est d'origine. Les vitraux sont neufs, l'orgue date de 1977.